# Mojszesz Frigyes
Mojszesz Frigyes, Moises (Nagyajta, 1931. január 15. – Kőhalom, 1987. június 11.) magyar sporttörténész, sportstatisztikus.

## Életútja, munkássága
Középiskolai tanulmányait a sepsiszentgyörgyi Székely Mikó Kollégiumban végezte (1950), majd banktisztviselő Kőhalomban. A futball világtörténetét akarta megírni, ezért Montevideótól Reykjavíkig, Londontól Tokióig és Melbourne-ig levelezett, köztük olyan világnagyságokkal, mint Sir Stanley Rous vagy Vittorio Pozzo, és gyűjtötte az adatokat. Nagy tervéből csak két kötet látott napvilágot: Turneele olimpice de fotbal, 1908-1968 (ötven saját karikatúrájával, 1968), és Campionatele mondiale de fotbal, 1930-1974 (1975). Számos sportstatisztikai és sporttörténeti cikket közölt szaklapokban, évkönyvekben, román és magyar heti- és napilapokban.
Közel harminc nyelvű szakkönyvet és felbecsülhetetlen értékű kéziratos anyagot, leveleket hagyott hátra, kéziratban maradt az európai labdarúgás több mint százéves történetéről szóló hétnyelvű futball szakszótára.